# Saison 33 des Mystères de l'amour
Chronologie
Saison 32 Saison 34
Cet article présente la trente-troisième saison de la série télévisée française Les Mystères de l'amour, diffusée à partir du 13 août 2023.									

## Distribution

### Acteurs principaux (dans l’ordre d’apparition au générique)
- Hélène Rollès : Hélène Vernier
- Patrick Puydebat : Nicolas Vernier
- Elsa Esnoult : Fanny Greyson Roquier
- Sébastien Roch : Christian Roquier
- Laly Meignan : Laly Polleï
- David Proux : Étienne
- Laure Guibert : Bénédicte Breton
- Tom Schacht : Jimmy Werner
- Isabelle Bouysse : Jeanne Garnier
- Cathy Andrieu : Cathy Da Silva
- Carole Dechantre : Émilie « Ingrid » Soustal
- Macha Polikarpova : Olga Poliarva
- Lakshan Abenayake : Rudy Ayake
- Philippe Vasseur : José Da Silva

### Acteurs récurrents
- Benoît Dubois : Victor Sanchez, cousin de Hugo (générique dans les épisodes 19, 20)
- Angèle Vivier : Aurélie Breton (générique dans les épisodes 19, 20)
- Frank Delay : Pierre Roussell (générique dans les épisodes 19, 20)
- Serge Gisquière : Peter Watson
- Ève Peyrieux : Ève Watson
- Jean Luc Voyeux : Le lieutenant Claude Guéant (générique dans les épisodes 19, 20)
- Marjorie Bourgeois : Le capitaine Stéphanie Dorville (générique dans les épisodes 19, 20)
- Richard Pigois : John Greyson
- Marion Huguenin : Chloé Girard (générique dans les épisodes 19, 20)
- Hélène Julie Renard : Alexandre "Alex" Pottier, cousine de Sylvain
- Julie Chevallier : Béatrice Goutolescou
- Benjamin Cotte : Nicky McAllister Vernier #2
- Elliot Delage : Julien Da Silva
- Blanche Alcy : Lou Blanchet  Vernier
- Guillaume Gronnier-Henouil : Stephane-Guillaume Carrat
- Jean Baptiste Sagory : Sylvain Potier
- Grégory Defleur : Dr. Raphaël Bertrand
- Jérôme Thevenet : Yves Grangier
- Grace Hancokc : Lysette
- Camille François Nicol : Camille Piamont, le réalisateur du clip de Fanny
- Maxime Van Laer : Dr. Mathieu Higgins, le directeur ADF
- Sarah Gozzy : Sarah, la copine de Rudy et maîtresse de Nicky
- Bradley Cole : Brad Holloway (générique dans les épisodes 19, 20)
- Romain Emon : Le docteur Fabrice Dumont
- Alexandre Cordier : Clovis
- Claire Thomas : Megane
- Alexandre Majetniak : Kurt, le complice de Tanya #1
- Virginie Théron : Gabriela Matei/Polleï
- Elliot Turner : Luc, le complice de Tanya #2
- Michel Brugier : Michel  Lomeau, l'opérateur d'INFO France
- Sami Ahedda : Loïc, un jeune homme de 33 ans détenu
- Christophe Aublanc : Brice, le nouveau petit ami de Cathy
- Fiona Deshayes : Le capitaine Fiona Delarue
- Bruno Le Millin : Roger Girard (générique dans les épisodes 19, 20)
- Magalie Vae : Angela, la petite amie de Pierre
- Jules Mallet : Thibault, le participant #3 au casting de Victor
- Vincent Decoster : Le barman
- Magalie Madison : Annette Lampion (générique dans les épisodes 19, 20)
- Alexandre Yakovlev : Pedro, le nouveau fiancé de Ève Watson
- Noé Richard : Nils Vernier, fils d'Hélène et Nicolas #2
- Abdrahamane Diarra : Mokhtar (Malcolm) Laziz, le ravisseur d’Yves
- Mariel-Louise Compain : Malika, qui travaille dans un salon d’esthétisme
- Aurelien Luzeux : Braqueur Statuette Jeanne
- Jeff Dias : Fredo
- Florian Velasco : Grégory
- Amédéo Cazzella : Le frère de Angela #1
- Ania Di Cooper : Coco, une jeune femme de José
- Stephane Roquet : Le chef de file des forces maléfiques
- Alice Soyer : Louise Girard, la fille d’Annette et Roger
- Anna Lucazeau : Julia Da Silva
- Haydn Krief : Jules Da Silva
- Gérard Boucaron : Le père Noël
- Kei Carasena : Diego Polleï de Carvalho #3
- Laurent Prudhomme : Le medecin SMUR
- Louison Huet Sentein : Zoe Vernier, la fille d’Ingrid / Emily et Nicolas
- Raphaël Mondon : Le mystérieux destructeur
- Stéphanie Lhorset : La fidèle assistante du Père Noël, le lutin Gribouille
- Faustine Lamarre : Juliette Da Silva
- Jonathan Caillat : Paul de Lalande, ex-premier ministre de Botsgornie
- Victoire Christine : Fanny
- Jean Christophe Freche : Gontrant L'Antiquaire
- Joris Martinez : Ewan, le mec Aurelie
- Schealtiel Lawson : Mec Bar Jose
- Choco Brauwn : Fille Bar Jose
- Graziella Jullian : Amelia
- Professeur Rodolphe Gombergh : Lui-même, Rodolphe Gombergh
- Sandra Lou : Sandra Wolf
- Laurent Barat : Ronny, le patron de boîte de nuit
- Jean Jacques Scemama : Assistant de Dr. Mathieu Higgins
- Armelle Lecoeur : Juliette, la mère de Megane
- Mitomi Tokoto : Lui-même, Mitomi Tokoto, le producteur de "Cyber Japan"
- Danseuses "Cyber Japan" :
- Lucas Martinelli : Le frère de Angela #2
- Mikaël Fasulo : Le ancien militaire
- Anthony Pele : Le participant #2 au casting de Victor
- Arlette Najsztat : Voisine d'Angela et de ses frères
- Eléna Arnaiz : La juge Marise Fourcade, amie de Stéphanie
- Cedric Cirotteau : Le participant #1 au casting de Victor
- Cédric Omont : Le père de Coco
- David William Fournier : Le ravisseur de Yves #1
- James Borniche : Le ravisseur de Yves #2
- Jérémy Wulc : Jérémy Sibert dit, "Jerry", le policier de la scientifique
- Nicolas Woirion : Germain, connaissance de Jeanne, le travailleur d'écurie
- Frédéric Strouck : Le propriétaire de bijouterie
- Olivier Quéméner : Olivier Morvan, le journaliste d'INFO France
- Théo Tordjman : Le gardien de professeur Hutchinson
- Frédéric Sauterelle : Véritable professeur Hutchinson
- Bruno Garcia : Le docteur traitant Christian en Belgique
- Geoffrey Lopez : Le serveur
- John Makabi : Jonathan, le compositeur de Fanny

### Acteurs invités
- Camille Raymond : Justine Girard Couturier (générique dans les épisodes 19, 20)
- François Rocquelin : Aristide (Ary) Lenormand (générique dans les épisodes 19, 20)
- Stéphanie Ever : Suzon (générique dans les épisodes 19, 20)
- Anthony Dupray : Anthony (générique dans les épisodes 19, 20)
- Chris Keller : Chris, musicien du groupe de Pierre (générique dans les épisodes 19, 20)
- Cécile Auclert : Fanny (générique dans les épisodes 19, 20)
- Christiane Jean : Claire Garnier (générique dans les épisodes 19, 20)
- Marie Chevalier : Sabine (générique dans les épisodes 19, 20)
- Patricia Elig : Stéphanie Garnier (générique dans les épisodes 19, 20)
- Laurent Ournac : Tom (L'intervention divine exceptionnelle) (générique dans les épisodes 19, 20)
- Patrick Paroux : Monsieur Christian Parizot (L'intervention divine exceptionnelle) (générique dans les épisodes 19, 20)
- Jacky Jakubowicz : Jacky, l'animateur d'IDF1 (générique dans les épisodes 19, 20)
- Mallaury Nataf : Lola Garnier (générique dans les épisodes 19, 20)
- Manon Schraen : Léa Werner #3

## Production
L'ensemble des épisodes de la saison sont produits par le groupe audiovisuel français JLA, fondé et présidé par Jean-Luc Azoulay.									

## Épisodes
1. Double disparition
2. Appels sans réponse
3. Sans nouvelles
4. Usurpation d’identité
5. Incroyable trahison
6. Revers de situation
7. Aveux et voeux
8. Bébés
9. Brouille et embrouilles
10. Premier baiser
11. Selfie sale fille
12. Le loup dans la bergerie
13. Retour à la source
14. Prier n'est pas gagner
15. Nouvelle histoire
16. Départ d’urgence
17. Preuves accablantes
18. Ruptures
19. Le Noël de l'amour - 1ère partie
20. Le Noël de l'amour - 2ème partie
21. Retour agité
22. Double fin
23. Garde à vue
24. Déclaration
25. Père fusion
26. Tout va presque bien

## Évolution des audiences

### Globale
| Minimum | 322 000 | Maximum | 581 000 | Moyenne | 498 538 |

### En fin d’épisodes 01, 22, 23
| Minimum | 322 000 | Maximum | 629 000 | Moyenne | 509 923 |